# Куба на літніх Олімпійських іграх 2016
Кубу на літніх Олімпійських іграх 2016 представляли 124 спортсмени у 18 видах спорту.

## Медалісти
| Медаль | Спортсмени          | Вид спорту     | Дисципліна               | Дата      |
| ------ | ------------------- | -------------- | ------------------------ | --------- |
| Золото | Ісмаель Борреро     | Боротьба       | греко-римська, до 130 кг | 14 серпня |
| Золото | Міхайн Лопес        | Боротьба       | греко-римська, до 59 кг  | 15 серпня |
| Золото | Хуліо Сезар Ла Круз | Бокс           | до 81 кг (чоловіки)      | 18 серпня |
| Золото | Робейсі Рамірес     | Бокс           | до 56 кг (чоловіки)      | 18 серпня |
| Золото | Арлен Лопес         | Бокс           | до 75 кг (чоловіки)      | 20 серпня |
| Срібло | Ідаліс Ортіс        | Дзюдо          | понад 78 кг (жінки)      | 12 серпня |
| Срібло | Ясмані Луго         | Боротьба       | греко-римська, до 98 кг  | 16 серпня |
| Бронза | Хоаніс Архілагос    | Бокс           | до 49 кг (чоловіки)      | 12 серпня |
| Бронза | Ерісланді Савон     | Бокс           | до 91 кг (чоловіки)      | 13 серпня |
| Бронза | Лазаро Альварес     | Бокс           | до 60 кг (чоловіки)      | 14 серпня |
| Бронза | Денія Кабальєро     | Легка атлетика | метання диска (жінки)    | 16 серпня |

## Спортсмени
| Дисципліна                      | Чоловіки | Жінки | Разом |
| ------------------------------- | -------- | ----- | ----- |
| Стрільба з лука                 | 1        | 0     | 1     |
| Легка атлетика                  | 24       | 15    | 39    |
| Бадмінтон                       | 1        | 0     | 1     |
| Бокс                            | 10       | 0     | 10    |
| Веслування на байдарках і каное | 5        | 1     | 6     |
| Велоспорт                       | 0        | 3     | 3     |
| Фехтування                      | 1        | 0     | 1     |
| Гімнастика                      | 2        | 1     | 3     |
| Дзюдо                           | 5        | 4     | 9     |
| Сучасне п'ятиборство            | 1        | 1     | 2     |
| Академічне веслування           | 5        | 2     | 7     |
| Стрільба                        | 5        | 2     | 7     |
| Плавання                        | 1        | 1     | 2     |
| Настільний теніс                | 2        | 0     | 2     |
| Тхеквондо                       | 1        | 0     | 1     |
| Волейбол                        | 14       | 0     | 14    |
| Важка атлетика                  | 1        | 1     | 2     |
| Боротьба                        | 10       | 0     | 10    |
| Разом                           | 89       | 31    | 120   |

## Стрільба з лука
| Спортсмен      | Дисципліна                        | Попередній раунд | Попередній раунд | 1/32 фіналу         | 1/16 фіналу        | 1/8 фіналу         | Чвертьфінали       | Півфінали          | Фінал / БМ         | Фінал / БМ      |
| Спортсмен      | Дисципліна                        | Результат        | Сіяний           | Суперник Результат  | Суперник Результат | Суперник Результат | Суперник Результат | Суперник Результат | Суперник Результат | Місце           |
| -------------- | --------------------------------- | ---------------- | ---------------- | ------------------- | ------------------ | ------------------ | ------------------ | ------------------ | ------------------ | --------------- |
| Адріан Пуентес | індивідуальна першість (чоловіки) | 656              | 37               | Бордман (MEX) W 6–4 | Дас (IND) L 4–6    | Завершив виступ    | Завершив виступ    | Завершив виступ    | Завершив виступ    | Завершив виступ |

## Легка атлетика
Легенда
- Note – для трекових дисциплін місце вказане лише для забігу, в якому взяв участь спортсмен
- Q = пройшов у наступне коло напряму
- q = пройшов у наступне коло за добором (для трекових дисциплін - найшвидші часи серед тих, хто не пройшов напряму; для технічних дисциплін - увійшов до визначеної кількості фіналістів за місцем якщо напряму пройшло менше спортсменів, ніж визначена кількість)
- NR = Національний рекорд
- N/A = Коло відсутнє у цій дисципліні
- Bye = спортсменові не потрібно змагатися у цьому колі

Трекові і шосейні дисципліни
Чоловіки
| Спортсмен                                                                                     | Дисципліна        | Попередній забіг | Попередній забіг | Півфінал        | Півфінал        | Фінал           | Фінал           |
| Спортсмен                                                                                     | Дисципліна        | Результат        | Місце            | Результат       | Місце           | Результат       | Місце           |
| --------------------------------------------------------------------------------------------- | ----------------- | ---------------- | ---------------- | --------------- | --------------- | --------------- | --------------- |
| Хосе Луіс Гаспар                                                                              | 400 м з бар'єрами | 50.58            | 7                | Завершив виступ | Завершив виступ | Завершив виступ | Завершив виступ |
| Йоандіс Лескай                                                                                | 400 м             | 45.36            | 3 Q              | 45.00           | 6               | Завершив виступ | Завершив виступ |
| Рейньєр Мена                                                                                  | 200 м             | 20.42            | 4                | Завершив виступ | Завершив виступ | Завершив виступ | Завершив виступ |
| Йордан О'Фаррілл                                                                              | 110 м з бар'єрами | 13.56            | 4 Q              | 13.70           | 7               | Завершив виступ | Завершив виступ |
| Ріше Перес                                                                                    | Марафон           | Н/Д              | Н/Д              | Н/Д             | Н/Д             | 2:18:05         | 46              |
| Хоаніс Портілья                                                                               | 110 м з бар'єрами | DSQ              | DSQ              | Завершив виступ | Завершив виступ | Завершив виступ | Завершив виступ |
| Дайрон Роблес                                                                                 | 110 м з бар'єрами | DNS              | DNS              | Завершив виступ | Завершив виступ | Завершив виступ | Завершив виступ |
| Роберто Скаєрс                                                                                | 200 м             | 20.44            | 2 Q              | 20.60           | 8               | Завершив виступ | Завершив виступ |
| Edel Amores Яніель Карреро Рейньєр Мена Reidis Ramos César Yuniel Ruiz Роберто Скаєрс         | 4 × 100 m relay   | 38.47            | 7                | Н/Д             | Н/Д             | Завершив виступ | Завершив виступ |
| Adrián Chacón Вільям Коллазо Хосе Луіс Гаспар Йоандіс Лескай Осмайдел Пеллісір Леандро Замора | 4 × 400 m relay   | 3:00.16          | 3 Q              | Н/Д             | Н/Д             | 2:59.53         | 6               |

Жінки
| Спортсменка                                                                                | Дисципліна        | Попередній забіг | Попередній забіг | Півфінал         | Півфінал         | Фінал            | Фінал            |
| Спортсменка                                                                                | Дисципліна        | Результат        | Місце            | Результат        | Місце            | Результат        | Місце            |
| ------------------------------------------------------------------------------------------ | ----------------- | ---------------- | ---------------- | ---------------- | ---------------- | ---------------- | ---------------- |
| Роза-Марія Алманца                                                                         | 800 м             | 2:00.50          | 3                | Завершила виступ | Завершила виступ | Завершила виступ | Завершила виступ |
| Дайлін Бельмонте                                                                           | Марафон           | Н/Д              | Н/Д              | Н/Д              | Н/Д              | 2:48:58          | 102              |
| Сахілі Дьяго                                                                               | 800 м             | 2:01.38          | 3                | Завершила виступ | Завершила виступ | Завершила виступ | Завершила виступ |
| Аріаліс Гандулла                                                                           | 200 м             | 23.41            | 6                | Завершила виступ | Завершила виступ | Завершила виступ | Завершила виступ |
| Зуріан Хечаварріа                                                                          | 400 м з бар'єрами | 57.28            | 7                | Завершила виступ | Завершила виступ | Завершила виступ | Завершила виступ |
| Ліснейді Вейтія                                                                            | 800 м             | 2:02.10          | 4                | Завершила виступ | Завершила виступ | Завершила виступ | Завершила виступ |
| Дайсурамі Бонне Гільда Касанова Evelyn Cipriano Сахілі Дьяго Роксана Гомес Ліснейді Вейтія | 4 × 400 m relay   | 3:30.11          | 8                | Н/Д              | Н/Д              | Завершила виступ | Завершила виступ |

Технічні дисципліни
Чоловіки
| Спортсмен           | Дисципліна        | Кваліфікація       | Кваліфікація | Фінал              | Фінал           |
| Спортсмен           | Дисципліна        | Результат у метрах | Місце        | Результат у метрах | Місце           |
| ------------------- | ----------------- | ------------------ | ------------ | ------------------ | --------------- |
| Хорхе Фернандес     | метання диска     | 60.43              | 22           | Завершив виступ    | Завершив виступ |
| Роберто Джанет      | метання молота    | 73.23              | 14           | Завершив виступ    | Завершив виступ |
| Ласаро Мартінес     | потрійний стрибок | 16.61              | 12 q         | 16.68              | 8               |
| Майкель Массо       | стрибки в довжину | 7.81               | 15           | Завершив виступ    | Завершив виступ |
| Педро Пабло Пічардо | потрійний стрибок | DNS                | DNS          | Завершив виступ    | Завершив виступ |
| Ernesto Revé        | потрійний стрибок | 16.58              | 14           | Завершив виступ    | Завершив виступ |

Жінки
| Спортсменка     | Дисципліна         | Кваліфікація       | Кваліфікація | Фінал              | Фінал            |
| Спортсменка     | Дисципліна         | Результат у метрах | Місце        | Результат у метрах | Місце            |
| --------------- | ------------------ | ------------------ | ------------ | ------------------ | ---------------- |
| Юленміс Агілар  | метання списа      | 54.94              | 29           | Завершила виступ   | Завершила виступ |
| Денія Кабальєро | метання диска      | 62.94              | 6 Q          | 65.34              | 3                |
| Їріслейді Форд  | метання молота     | 10.91              | 32           | Завершила виступ   | Завершила виступ |
| Яніувіс Лопес   | штовхання ядра     | 17.15              | 22           | Завершила виступ   | Завершила виступ |
| Яйме Перес      | метання диска      | 65.38              | 1 Q          | НС                 | —                |
| Льядагміс Повея | потрійний стрибок  | 13.78              | 25           | Завершила виступ   | Завершила виступ |
| Яріслей Сілва   | стрибки з жердиною | 4.60               | 5 q          | 4.60               | =7               |
| Сайлі Віарт     | штовхання ядра     | 16.99              | 26           | Завершила виступ   | Завершила виступ |

Комбіновані дисципліни – десятиборство (чоловіки)
| Спортсмен       | Дисципліна | 100 м | СД   | ШЯ    | СВ   | 400 м | 110Б  | МД    | СЖ   | МС    | 1500 м  | Final | Місце |
| --------------- | ---------- | ----- | ---- | ----- | ---- | ----- | ----- | ----- | ---- | ----- | ------- | ----- | ----- |
| Йорданіс Гарсія | Результат  | 10.81 | 6.83 | 14.58 | 2.01 | 48.69 | 14.25 | 40.34 | 4.50 | 64.70 | 4:44.99 | 7961  | 18    |
| Йорданіс Гарсія | Очки       | 903   | 774  | 764   | 813  | 876   | 942   | 671   | 760  | 809   | 649     | 7961  | 18    |
| Леонель Суарес  | Результат  | 11.21 | 7.14 | 14.27 | 2.07 | 48.15 | 14.48 | 47.07 | 4.90 | 72.32 | 4:28.32 | 8460  | 6     |
| Леонель Суарес  | Очки       | 814   | 847  | 745   | 868  | 902   | 913   | 810   | 880  | 925   | 756     | 8460  | 6     |

Комбіновані дисципліни – семиборство (жінки)
| Спортсмен         | Дисципліна | 100Б  | СВ   | ШЯ    | 200 m | LJ   | МС    | 800 m   | Final | Місце |
| ----------------- | ---------- | ----- | ---- | ----- | ----- | ---- | ----- | ------- | ----- | ----- |
| Йоргеліс Родрігес | Результат  | 13.61 | 1.86 | 13.69 | 24.26 | 6.25 | 48.89 | 2:14.65 | 6481  | 9     |
| Йоргеліс Родрігес | Очки       | 1034  | 1054 | 773   | 956   | 927  | 835   | 898     | 6481  | 9     |

## Бадмінтон
| Спортсмен      | Дисципліна                  | Груповий етап                   | Груповий етап             | Груповий етап | Вибування          | Чвертьфінал        | Півфінал           | Фінал / БМ         | Фінал / БМ      |
| Спортсмен      | Дисципліна                  | Суперник Результат              | Суперник Результат        | Місце         | Суперник Результат | Суперник Результат | Суперник Результат | Суперник Результат | Місце           |
| -------------- | --------------------------- | ------------------------------- | ------------------------- | ------------- | ------------------ | ------------------ | ------------------ | ------------------ | --------------- |
| Ослені Герреро | одиночний розряд (чоловіки) | Сугіарто (INA) L (12–21, 14–21) | Шу (USA) W (21–16, 21–15) | 2             | Завершив виступ    | Завершив виступ    | Завершив виступ    | Завершив виступ    | Завершив виступ |

## Бокс
| Спортсмен           | Категорія              | 1/16 фіналу        | 1/8 фіналу            | Чвертьфінали          | Півфінали              | Фінал                   | Фінал           |
| Спортсмен           | Категорія              | Суперник Результат | Суперник Результат    | Суперник Результат    | Суперник Результат     | Суперник Результат      | Місце           |
| ------------------- | ---------------------- | ------------------ | --------------------- | --------------------- | ---------------------- | ----------------------- | --------------- |
| Хоаніс Архілагос    | до 49 кг (чоловіки)    | Bye                | Яфай (GBR) W 2–1      | Варуй (KEN) W 3–0     | Мартінес (COL) L 1–2   | Завершив виступ         | 3               |
| Йосвані Вейтія      | до 52 кг (чоловіки)    | Bye                | Харрубі (MAR) W 3–0   | Hu Jg (CHN) L 1–2     | Завершив виступ        | Завершив виступ         | Завершив виступ |
| Робейсі Рамірес     | до 56 кг (чоловіки)    | Тапа (IND) W 3–0   | Хамут (MAR) W 2–1     | Zhang Jw (CHN) W 3–0  | Ахмадалієв (UZB) W 3–0 | Стівенсон (USA) W 2–1   | 1               |
| Лазаро Альварес     | до 60 кг (чоловіки)    | Bye                | Томмасоне (ITA) W 3–0 | Бальдерас (USA) W 3–0 | Conceição (BRA) L 0–3  | Завершив виступ         | 3               |
| Яснієр Толедо       | до 64 кг (чоловіки)    | Bye                | McCormack (GBR) W 2–1 | Сотомайор (AZE) L 0–3 | Завершив виступ        | Завершив виступ         | Завершив виступ |
| Роніель Іглесіас    | до 69 кг (чоловіки)    | Bye                | Маргарян (ARM) W TKO  | Гіясов (UZB) L 0–3    | Завершив виступ        | Завершив виступ         | Завершив виступ |
| Арлен Лопес         | до 75 кг (чоловіки)    | Bye                | Харча (HUN) W TKO     | Assomo (FRA) W 3–0    | Шахсуварлі (AZE) W 3–0 | Мелікузієв (UZB) W 3–0  | 1               |
| Хуліо Сезар Ла Круз | до 81 кг (чоловіки)    | Bye                | Унал (TUR) W 3–0      | Борхес (BRA) W 3–0    | Бодерлік (FRA) W 3–0   | Ніязимбетов (KAZ) W 3–0 | 1               |
| Ерісланді Савон     | до 91 кг (чоловіки)    | Bye                | Околі (GBR) W 3–0     | Перальта (ARG) W 3–0  | Левіт (KAZ) L 0–3      | Завершив виступ         | 3               |
| Леньєр Перо         | понад 91 кг (чоловіки) | Bye                | Віанелло (ITA) W 3–0  | Хргович (CRO) L TKO   | Завершив виступ        | Завершив виступ         | Завершив виступ |

## Веслування на байдарках і каное

### Спринт
| Спортсмен                                 | Дисципліна             | Заїзди   | Заїзди | Півфінали        | Півфінали        | Фінал            | Фінал            |
| Спортсмен                                 | Дисципліна             | Час      | Місце  | Час              | Місце            | Час              | Місце            |
| ----------------------------------------- | ---------------------- | -------- | ------ | ---------------- | ---------------- | ---------------- | ---------------- |
| Фідель Варгас                             | Б-1, 200 м (чоловіки)  | 35.561   | 6      | Завершив виступ  | Завершив виступ  | Завершив виступ  | Завершив виступ  |
| Фернандо Даян Хорхе Енрікес Сергій Торрес | К-2, 1000 м (чоловіки) | 3:34.939 | 2 Q    | 3:40.192         | 1 FA             | 3:48.133         | 6                |
| Jorge García Райнер Торрес                | Б-2, 1000 м (чоловіки) | 3:25.711 | 5 Q    | 3:23.466         | 5 FB             | 3:18.768         | 9                |
| Юсмарі Менгана                            | Б-1, 200 м (жінки)     | 41.701   | 1 Q    | 41.688           | 6 FB             | 42.036           | 12               |
| Юсмарі Менгана                            | Б-1, 500 м (жінки)     | 2:02.162 | 6      | Завершила виступ | Завершила виступ | Завершила виступ | Завершила виступ |

Пояснення до кваліфікації: FA = Кваліфікувались до фіналу A (за медалі); FB = Кваліфікувались до фіналу B (не за медалі)

## Велоспорт

### Шосе
| Спортсмен      | Дисципліна                    | Час     | Місце |
| -------------- | ----------------------------- | ------- | ----- |
| Арленіс Сьєрра | групова шосейна гонка (жінки) | 3:58:03 | 28    |

### Трек
Спринт
| Спортсмен       | Дисципліна     | Кваліфікація           | Кваліфікація | Раунд 1                         | Втішний поєдинок 1              | Раунд 2                         | Втішний поєдинок 2              | Чвертьфінали                    | Півфінали                       | Фінал                           | Фінал            |
| Спортсмен       | Дисципліна     | Час Швидкість (км/год) | Місце        | Суперник Час Швидкість (км/год) | Суперник Час Швидкість (км/год) | Суперник Час Швидкість (км/год) | Суперник Час Швидкість (км/год) | Суперник Час Швидкість (км/год) | Суперник Час Швидкість (км/год) | Суперник Час Швидкість (км/год) | Місце            |
| --------------- | -------------- | ---------------------- | ------------ | ------------------------------- | ------------------------------- | ------------------------------- | ------------------------------- | ------------------------------- | ------------------------------- | ------------------------------- | ---------------- |
| Лісандра Ґуерра | спринт (жінки) | 11.171 64.452          | 20           | Завершила виступ                | Завершила виступ                | Завершила виступ                | Завершила виступ                | Завершила виступ                | Завершила виступ                | Завершила виступ                | Завершила виступ |

Кейрін
| Спортсмен       | Дисципліна     | Перший раунд | Втішний поєдинок | Другий раунд     | Final            |
| Спортсмен       | Дисципліна     | Місце        | Місце            | Місце            | Місце            |
| --------------- | -------------- | ------------ | ---------------- | ---------------- | ---------------- |
| Лісандра Ґуерра | кейрін (жінки) | 3 R          | 3                | Завершила виступ | Завершила виступ |

Омніум
| Спортсмен     | Дисципліна     | Скретч | Скретч | Індивідуальна гонка переслідування | Індивідуальна гонка переслідування | Індивідуальна гонка переслідування | Гонка на вибування | Гонка на вибування | Гіт з місця на 1 км | Гіт з місця на 1 км | Гіт з місця на 1 км | Гіт з ходу на 250 м | Гіт з ходу на 250 м | Гіт з ходу на 250 м | Гонка за очками | Гонка за очками | Загалом очок | Місце |
| Спортсмен     | Дисципліна     | Місце  | Очки   | Час                                | Місце                              | Очки                               | Місце              | Очки               | Час                 | Місце               | Очки                | Час                 | Місце               | Очки                | Очки            | Місце           | Загалом очок | Місце |
| ------------- | -------------- | ------ | ------ | ---------------------------------- | ---------------------------------- | ---------------------------------- | ------------------ | ------------------ | ------------------- | ------------------- | ------------------- | ------------------- | ------------------- | ------------------- | --------------- | --------------- | ------------ | ----- |
| Марліс Мехіас | омніум (жінки) | 12     | 18     | 3:34.034                           | 8                                  | 26                                 | 18                 | 6                  | 35.655              | 8                   | 26                  | 14.441              | 9                   | 24                  | 73              | 3               | 173          | 7     |

## Фехтування
| Спортсмен       | Дисципліна                                          | 1/16 фіналу          | 1/8 фіналу         | Чвертьфінал        | Півфінал           | Фінал / БМ         | Фінал / БМ      |
| Спортсмен       | Дисципліна                                          | Суперник Результат   | Суперник Результат | Суперник Результат | Суперник Результат | Суперник Результат | Місце           |
| --------------- | --------------------------------------------------- | -------------------- | ------------------ | ------------------ | ------------------ | ------------------ | --------------- |
| Yoendry Iriarte | індивідуальна шабля (чоловіки)\|Індивідуальна шабля | Kim J-h (KOR) L 7–15 | Завершив виступ    | Завершив виступ    | Завершив виступ    | Завершив виступ    | Завершив виступ |

## Гімнастика

### Спортивна гімнастика
Чоловіки
| Спортсмен        | Дисципліна         | Кваліфікація    | Кваліфікація       | Кваліфікація | Кваліфікація | Кваліфікація | Кваліфікація | Кваліфікація | Кваліфікація | Фінал           | Фінал           | Фінал           | Фінал           | Фінал           | Фінал           | Фінал           | Фінал           |        |        |       |       |        |    |
| Спортсмен        | Дисципліна         | Вправа          | Вправа             | Вправа       | Вправа       | Вправа       | Вправа       | Загалом      | Місце        | Вправа          | Вправа          | Вправа          | Вправа          | Вправа          | Вправа          | Загалом         | Місце           |        |        |       |       |        |    |
| ---------------- | ------------------ | --------------- | ------------------ | ------------ | ------------ | ------------ | ------------ | ------------ | ------------ | --------------- | --------------- | --------------- | --------------- | --------------- | --------------- | --------------- | --------------- | ------ | ------ | ----- | ----- | ------ | -- |
| Спортсмен        | Дисципліна         | Манріке Лардует | Абсолютна першість | 15.200       | 13.866       | 15.100       | 11.766       | Загалом      | Місце        | 15.766          | 15.116          | 86.814          | 15 Q            | 0.000           | 0.000           | Загалом         | Місце           | 15.133 | 14.000 | 0.000 | 0.000 | 29.133 | 24 |
| Паралельні бруси | Н/Д                | Н/Д             | Н/Д                | Н/Д          | 15.766       | Н/Д          | 15.766       | 4 Q          | Н/Д          | Н/Д             | Н/Д             | Н/Д             | 15.625          | Н/Д             | 15.625          | 5               |                 |        |        |       |       |        |    |
| Перекладина      | Н/Д                | Н/Д             | Н/Д                | Н/Д          | Н/Д          | 15.116       | 15.116       | 8 Q          | Н/Д          | Н/Д             | Н/Д             | Н/Д             | Н/Д             | 15.033          | 15.033          | 6               |                 |        |        |       |       |        |    |
| Ренді Леру       | Абсолютна першість | 13.000          | 11.966             | 13.400       | 14.166       | 15.000       | 14.866       | 82.398       | 43           | Завершив виступ | Завершив виступ | Завершив виступ | Завершив виступ | Завершив виступ | Завершив виступ | Завершив виступ | Завершив виступ |        |        |       |       |        |    |

Жінки
| Спортсменка | Дисципліна | Кваліфікація | Кваліфікація  | Кваліфікація | Кваліфікація | Кваліфікація | Кваліфікація | Фінал  | Фінал  | Фінал  | Фінал            | Фінал            | Фінал            |                  |                  |                  |
| Спортсменка | Дисципліна | Вправа       | Вправа        | Вправа       | Вправа       | Загалом      | Місце        | Вправа | Вправа | Вправа | Вправа           | Загалом          | Місце            |                  |                  |                  |
| ----------- | ---------- | ------------ | ------------- | ------------ | ------------ | ------------ | ------------ | ------ | ------ | ------ | ---------------- | ---------------- | ---------------- | ---------------- | ---------------- | ---------------- |
| Спортсменка | Дисципліна | Марсія Відо  | Вільні вправи | Н/Д          | Н/Д          | Н/Д          | Місце        | 13.066 | 13.066 | 58     | Завершила виступ | Завершила виступ | Завершила виступ | Завершила виступ | Завершила виступ | Завершила виступ |

## Дзюдо
Чоловіки
| Спортсмен            | Категорія    | 1/32 фіналу            | 1/16 фіналу                   | 1/8 фіналу                      | Чвертьфінали             | Півфінали          | Втішний поєдинок             | Фінал / БМ               | Фінал / БМ      |
| Спортсмен            | Категорія    | Суперник Результат     | Суперник Результат            | Суперник Результат              | Суперник Результат       | Суперник Результат | Суперник Результат           | Суперник Результат       | Місце           |
| -------------------- | ------------ | ---------------------- | ----------------------------- | ------------------------------- | ------------------------ | ------------------ | ---------------------------- | ------------------------ | --------------- |
| Магдіель Естрада     | до 73 кг     | Ячек (CZE) W 010–002   | Шавдатуашвілі (GEO) L 000–100 | Завершив виступ                 | Завершив виступ          | Завершив виступ    | Завершив виступ              | Завершив виступ          | Завершив виступ |
| Іван Феліпе Сільва   | до 81 кг     | Bye                    | Чрікішвілі (GEO) L 000–001    | Завершив виступ                 | Завершив виступ          | Завершив виступ    | Завершив виступ              | Завершив виступ          | Завершив виступ |
| Аслей Гонсалес       | до 90 кг     | Michel (BOL) W 110–000 | Ньябалі (UKR) W 101–000       | Лхагвасуренгійн (MGL) L 000–100 | Завершив виступ          | Завершив виступ    | Завершив виступ              | Завершив виступ          | Завершив виступ |
| Хосе Арментерос      | до 100 кг    | Bye                    | Тувшинбаяр (MGL) W 001–000    | Дарвіш (EGY) L 000–001          | Завершив виступ          | Завершив виступ    | Завершив виступ              | Завершив виступ          | Завершив виступ |
| Алекс Гарсія Мендоса | понад 100 кг | Н/Д                    | Абдурахмонов (TJK) W 100–000  | Бор (HUN) W 000–000 S           | Харасава (JPN) L 000–100 | Завершив виступ    | Краковецький (KGZ) W 100–000 | Сассон (ISR) L 000–000 S | 5               |

Жінки
| Спортсменка       | Категорія   | 1/16 фіналу                  | 1/8 фіналу                | Чвертьфінали                   | Півфінали                 | Втішний поєдинок    | Фінал / БМ                | Фінал / БМ       |
| Спортсменка       | Категорія   | Суперниця Результат          | Суперниця Результат       | Суперниця Результат            | Суперниця Результат       | Суперниця Результат | Суперниця Результат       | Місце            |
| ----------------- | ----------- | ---------------------------- | ------------------------- | ------------------------------ | ------------------------- | ------------------- | ------------------------- | ---------------- |
| Діяріс Местре     | до 48 кг    | Ратіарісон (MAD) W 000–000 S | Фігероа (ESP) W 001–000   | Чоловікиezes (BRA) W 000–000 S | Jeong B-k (KOR) L 000–100 | Bye                 | Галбадрах (KAZ) L 000–100 | 5                |
| Марісет Еспіноса  | до 63 кг    | Кхатрі (NEP) W 011–000       | Джербі (ISR) L 001–100    | Завершила виступ               | Завершила виступ          | Завершила виступ    | Завершила виступ          | Завершила виступ |
| Яленніс Кастільйо | до 78 кг    | Bye                          | Веркерк (NED) W 000–000 S | Веленшек (SLO) L 000–100       | Bye                       | Йоо (HUN) W 001–000 | Агіар (BRA) L 000–001     | 5                |
| Ідаліс Ортіс      | понад 78 кг | Bye                          | Чибісова (RUS) W 100–000  | Kim M-j (KOR) W 101–000        | Ямабе (JPN) 0W 001–000    | Bye                 | Андеоль (FRA) L 000–100   | 2                |

## Сучасне п'ятиборство
| Спортсмен              | Дисципліна | Фехтування (шпага, один дотик) | Фехтування (шпага, один дотик) | Фехтування (шпага, один дотик) | Фехтування (шпага, один дотик) | Плавання (200 м вільним стилем) | Плавання (200 м вільним стилем) | Плавання (200 м вільним стилем) | Верхова їзда (конкур) | Верхова їзда (конкур) | Верхова їзда (конкур) | Комбіновано: стрільба/біг (10 м, пневматичний пістолет)/(3200 м) | Комбіновано: стрільба/біг (10 м, пневматичний пістолет)/(3200 м) | Комбіновано: стрільба/біг (10 м, пневматичний пістолет)/(3200 м) | Загалом очок | Підсумкове місце |
| Спортсмен              | Дисципліна | RR                             | BR                             | Місце                          | Очки                           | Час                             | Місце                           | Очки                            | Штрафні очки          | Місце                 | Очки                  | Час                                                              | Місце                                                            | MP Points                                                        | Загалом очок | Підсумкове місце |
| ---------------------- | ---------- | ------------------------------ | ------------------------------ | ------------------------------ | ------------------------------ | ------------------------------- | ------------------------------- | ------------------------------- | --------------------- | --------------------- | --------------------- | ---------------------------------------------------------------- | ---------------------------------------------------------------- | ---------------------------------------------------------------- | ------------ | ---------------- |
| Хосе Фігероа           | чоловіки   | 9–26                           | 2                              | 34                             | 156                            | 2:15.39                         | 36                              | 294                             | 67                    | 32                    | 233                   | 12:49.13                                                         | 36                                                               | 531                                                              | 1214         | 32               |
| Лейді Лаура Мойя Лопес | жінки      | 14–21                          | 0                              | 29                             | 184                            | 2:15.75                         | 13                              | 293                             | EL                    | =31                   | 0                     | 13:11.07                                                         | 27                                                               | 509                                                              | 986          | 34               |

## Академічне веслування
Чоловіки
| Спортсмен                        | Дисципліна               | Заїзди  | Заїзди | Втішний заплив | Втішний заплив | Чвертьфінали | Чвертьфінали | Півфінали       | Півфінали       | Фінал           | Фінал           |
| Спортсмен                        | Дисципліна               | Час     | Місце  | Час            | Місце          | Час          | Місце        | Час             | Місце           | Час             | Місце           |
| -------------------------------- | ------------------------ | ------- | ------ | -------------- | -------------- | ------------ | ------------ | --------------- | --------------- | --------------- | --------------- |
| Анхель Фурньє                    | Парні одиночки           | 7:06.89 | 1 QF   | Bye            | Bye            | 6:51.89      | 1 SA/B       | 7:02.65         | 3 FA            | 6:55.90         | 6               |
| Адріан Оквендо Едуардо Рубіо     | Парні двійки             | 6:52.20 | 5 R    | 6:21.52        | 4              | Н/Д          | Н/Д          | Завершив виступ | Завершив виступ | Завершив виступ | Завершив виступ |
| Ліосбель Ернандес Рауль Ернандес | Парні двійки, легка вага | 6:39.79 | 4 R    | 7:07.17        | 3 SC/D         | Н/Д          | Н/Д          | 7:30.13         | 2 FC            | 6:47.80         | 18              |

Жінки
| Спортсменка                       | Дисципліна               | Заїзди  | Заїзди | Втішний заплив | Втішний заплив | Півфінали | Півфінали | Фінал   | Фінал |
| Спортсменка                       | Дисципліна               | Час     | Місце  | Час            | Місце          | Час       | Місце     | Час     | Місце |
| --------------------------------- | ------------------------ | ------- | ------ | -------------- | -------------- | --------- | --------- | ------- | ----- |
| Licet Hernández Yislena Hernández | Парні двійки, легка вага | 7:26.43 | 4 R    | 8:22.05        | 5 SC/D         | 8:27.44   | 4 FD      | 7:50.21 | 19    |

Пояснення до кваліфікації: FA=Фінал A (за медалі); FB=Фінал B (не за медалі); FC=Фінал C (не за медалі); FD=Фінал D (не за медалі); FE=Фінал E (не за медалі); FF=Фінал F (не за медалі); SA/B=Півфінали A/B; SC/D=Півфінали C/D; SE/F=Півфінали E/F; QF=Чвертьфінали; R=Потрапив у втішний заплив

## Стрільба
Чоловіки
| Спортсмен            | Дисципліна                       | Кваліфікація | Кваліфікація | Півфінал        | Півфінал        | Фінал           | Фінал           |
| Спортсмен            | Дисципліна                       | Очки         | Місце        | Очки            | Місце           | Очки            | Місце           |
| -------------------- | -------------------------------- | ------------ | ------------ | --------------- | --------------- | --------------- | --------------- |
| Рейнір Естпінан      | Пневматична гвинтівка, 10 м      | 610.0        | 48           | Н/Д             | Н/Д             | Завершив виступ | Завершив виступ |
| Рейнір Естпінан      | Гвинтівка лежачи, 50 м           | 613.6        | 45           | Н/Д             | Н/Д             | Завершив виступ | Завершив виступ |
| Рейнір Естпінан      | Гвинтівка з трьох положень, 50 м | 1157         | 38           | Н/Д             | Н/Д             | Завершив виступ | Завершив виступ |
| Хорхе Грау           | Пневматичний пістолет, 10 м      | 569          | 37           | Н/Д             | Н/Д             | Завершив виступ | Завершив виступ |
| Хорхе Грау           | Пістолет, 50 м                   | 546          | 27           | Н/Д             | Н/Д             | Завершив виступ | Завершив виступ |
| Александер Молеріо   | Пневматична гвинтівка, 10 м      | 607.2        | 49           | Н/Д             | Н/Д             | Завершив виступ | Завершив виступ |
| Александер Молеріо   | Гвинтівка з трьох положень, 50 м | 1146         | 42           | Н/Д             | Н/Д             | Завершив виступ | Завершив виступ |
| Леуріс Пупо          | швидкісний пістолет, 25 м        | 583          | 6 Q          | Н/Д             | Н/Д             | 18              | 5               |
| Хуан Мігель Родрігес | Скит                             | 116          | 26           | Завершив виступ | Завершив виступ | Завершив виступ | Завершив виступ |

Жінки
| Спортсменка     | Дисципліна                       | Кваліфікація | Кваліфікація | Фінал            | Фінал            |
| Спортсменка     | Дисципліна                       | Очки         | Місце        | Очки             | Місце            |
| --------------- | -------------------------------- | ------------ | ------------ | ---------------- | ---------------- |
| Егліс Яйма Крус | Пневматична гвинтівка, 10 м      | 412.1        | 31           | Завершила виступ | Завершила виступ |
| Егліс Яйма Крус | Гвинтівка з трьох положень, 50 м | 581          | 10           | Завершила виступ | Завершила виступ |
| Діанеліс Перес  | Пневматична гвинтівка, 10 м      | 403.5        | 46           | Завершила виступ | Завершила виступ |
| Діанеліс Перес  | Гвинтівка з трьох положень, 50 м | 568          | 36           | Завершила виступ | Завершила виступ |

Пояснення до кваліфікації: Q = Пройшов у наступне коло; q = Кваліфікувався щоб змагатись у поєдинку за бронзову медаль

## Плавання
| Спортсмен        | Дисципліна                        | Попередній заплив | Попередній заплив | Півфінал         | Півфінал         | Фінал            | Фінал            |
| Спортсмен        | Дисципліна                        | Час               | Місце             | Час              | Місце            | Час              | Місце            |
| ---------------- | --------------------------------- | ----------------- | ----------------- | ---------------- | ---------------- | ---------------- | ---------------- |
| Луїс Вега Торрес | 400 метрів комплексом (чоловіки)  | 4:27.27           | 26                | Н/Д              | Н/Д              | Завершив виступ  | Завершив виступ  |
| Елісбет Гамес    | 200 метрів вільним стилем (жінки) | 2:01.08           | 36                | Завершила виступ | Завершила виступ | Завершила виступ | Завершила виступ |

## Настільний теніс
| Спортсмен    | Дисципліна                  | Попередній раунд   | Раунд 1                | Раунд 2            | Раунд 3            | 1/8 фіналу         | Чвертьфінали       | Півфінали          | Фінал              | Фінал           |
| Спортсмен    | Дисципліна                  | Суперник Результат | Суперник Результат     | Суперник Результат | Суперник Результат | Суперник Результат | Суперник Результат | Суперник Результат | Суперник Результат | Місце           |
| ------------ | --------------------------- | ------------------ | ---------------------- | ------------------ | ------------------ | ------------------ | ------------------ | ------------------ | ------------------ | --------------- |
| Jorge Campos | одиночний розряд (чоловіки) | Bye                | Wang (CAN) L 2–4       | Завершив виступ    | Завершив виступ    | Завершив виступ    | Завершив виступ    | Завершив виступ    | Завершив виступ    | Завершив виступ |
| Andy Pereira | одиночний розряд (чоловіки) | Bye                | Кальдерано (BRA) L 0–4 | Завершив виступ    | Завершив виступ    | Завершив виступ    | Завершив виступ    | Завершив виступ    | Завершив виступ    | Завершив виступ |

## Тхеквондо
| Спортсмен     | Категорія              | 1/8 фіналу            | Чвертьфінали          | Півфінали          | Втішний поєдинок   | Фінал / БМ         | Фінал / БМ      |
| Спортсмен     | Категорія              | Суперник Результат    | Суперник Результат    | Суперник Результат | Суперник Результат | Суперник Результат | Місце           |
| ------------- | ---------------------- | --------------------- | --------------------- | ------------------ | ------------------ | ------------------ | --------------- |
| Рафаель Альба | понад 80 кг (чоловіки) | Трабелсі (TUN) W 13–4 | Шокін (UZB) L 1–1 SUP | Завершив виступ    | Завершив виступ    | Завершив виступ    | Завершив виступ |

## Волейбол

### Пляжний
| Спортсмен                     | Дисципліна | Груповий етап | Місце | 1/8 фіналу                                   | Чвертьфінали                                               | Півфінали          | Фінал / БМ         | Фінал / БМ      |
| Спортсмен                     | Дисципліна | Суперник Результат | Місце | Суперник Результат                           | Суперник Результат                                         | Суперник Результат | Суперник Результат | Місце           |
| ----------------------------- | ---------- | --- | ----- | -------------------------------------------- | ---------------------------------------------------------- | ------------------ | ------------------ | --------------- |
| Нівальдо Діас Серхіо Гонсалес | Чоловіки   | Pool D Олівейра – Solberg (BRA) W 2 – 1 (24–22, 21–23, 15–13) Samoilovs – Šmēdiņš (LAT) W 2 – 1 (23–21, 19–21, 15–9) Сакстон – Шальк (CAN) W 2 – 0 (21–15, 21–18) | 1 Q   | Допплер – Горст (AUT) W 2 – 0 (21–17, 21–14) | Красильников – Семенов (RUS) L 1 – 2 (20–22, 24–22, 16–18) | Завершив виступ    | Завершив виступ    | Завершив виступ |

### У приміщенні

#### Чоловічий турнір
Склад команди
Шаблон:Склад чоловічої збірної Куби з волейболу на літніх Олімпійських іграх 2016
Груповий етап
Шаблон:Підсумкова таблиця в групі B чоловічого турніру з волейболу на літніх Олімпійських іграх 2016
Шаблон:Чоловічий турнір з волейболу на літніх Олімпійських іграх 2016, гра B2
Шаблон:Чоловічий турнір з волейболу на літніх Олімпійських іграх 2016, гра B6
Шаблон:Чоловічий турнір з волейболу на літніх Олімпійських іграх 2016, гра B7
Шаблон:Чоловічий турнір з волейболу на літніх Олімпійських іграх 2016, гра B11
Шаблон:Чоловічий турнір з волейболу на літніх Олімпійських іграх 2016, гра B15

## Важка атлетика
| Спортсмен         | Категорія           | Ривок     | Ривок | Поштовх   | Поштовх | Загалом | Місце |
| Спортсмен         | Категорія           | Результат | Місце | Результат | Місце   | Загалом | Місце |
| ----------------- | ------------------- | --------- | ----- | --------- | ------- | ------- | ----- |
| Йоельміс Ернандес | до 85 кг (чоловіки) | 150       | =12   | 200       | 7       | 350     | 9     |
| Марина Родрігес   | до 63 кг (жінки)    | 94        | 8     | 121       | 5       | 215     | 8     |

## Боротьба
Легенда:
- VT – Перемога на туше.
- PP – Перемога за очками – з технічними очками в того, хто програв.
- PO – Перемога за очками – без технічних очок в того, хто програв.
- ST – Перемога за явної переваги – різниця в очках становить принаймні 8 (греко-римська боротьба) або 10 (вільна боротьба) очок, без технічних очок у того, хто програв.
- SP – Перемога за явної переваги – різниця в очках становить принаймні 8 (греко-римська боротьба) або 10 (вільна боротьба) очок, з технічними очками в того, хто програв.
- VA – Рішення через відмову

Чоловіки
| Спортсмен             | Категорія | Кваліфікація            | 1/8 фіналу               | Чвертьфінал          | Півфінал           | Втішний поєдинок 1    | Втішний поєдинок 2      | Фінал / БМ            | Фінал / БМ |
| Спортсмен             | Категорія | Суперник Результат      | Суперник Результат       | Суперник Результат   | Суперник Результат | Суперник Результат    | Суперник Результат      | Суперник Результат    | Місце      |
| --------------------- | --------- | ----------------------- | ------------------------ | -------------------- | ------------------ | --------------------- | ----------------------- | --------------------- | ---------- |
| Йовліс Бонне Родрігес | до 57 кг  | Рахмонов (UZB) W 4–0 ST | Діатта (SEN) W 3–1 PP    | Рей (JPN) L 1–3 PP   | Завершив виступ    | Bye                   | Yang K-i (PRK) W 4–1 SP | Рахімі (IRI) L 0–5 VT | 5          |
| Алехандро Вальдес     | до 65 кг  | Кая (TUR) W 5–0 VT      | Рамонов (RUS) L 1–3 PP   | Завершив виступ      | Завершив виступ    | Гарсія (CAN) L 1–3 PP | Завершив виступ         | Завершив виступ       | 7          |
| Ліван Лопес           | до 74 кг  | Фрієв (ESP) W 3–1 PP    | Уссербаєв (KAZ) L 1–3 PP | Завершив виступ      | Завершив виступ    | Завершив виступ       | Завершив виступ         | Завершив виступ       | 10         |
| Рейнеріс Салас        | до 86 кг  | Bye                     | Kim G-u (KOR) W 3–1 PP   | Yaşar (TUR) L 1–3 PP | Завершив виступ    | Bye                   | Еспіналь (PUR) W 3–1 PP | Кокс (USA) L 0–5 VA   | 5          |
| Хав'єр Кортіна        | до 97 кг  | Bye                     | Snyder (USA) L 1–3 PP    | Завершив виступ      | Завершив виступ    | Bye                   | Сарітов (ROU) L 1–3 PP  | Завершив виступ       | 10         |

Греко-римська боротьба
| Спортсмен         | Категорія | Кваліфікація            | 1/8 фіналу             | Чвертьфінал            | Півфінал                  | Втішний поєдинок 1 | Втішний поєдинок 2 | Фінал / БМ               | Фінал / БМ |
| Спортсмен         | Категорія | Суперник Результат      | Суперник Результат     | Суперник Результат     | Суперник Результат        | Суперник Результат | Суперник Результат | Суперник Результат       | Місце      |
| ----------------- | --------- | ----------------------- | ---------------------- | ---------------------- | ------------------------- | ------------------ | ------------------ | ------------------------ | ---------- |
| Ісмаель Борреро   | до 59 кг  | Bye                     | Ералієв (KGZ) W 3–1 PP | Wang Lm (CHN) W 4–0 ST | Тасмурадов (UZB) W 3–1 PP | Bye                | Bye                | Ота (JPN) W 4–0 ST       | 1          |
| Мігель Мартінес   | до 66 кг  | Chunayev (AZE) L 1–3 PP | Завершив виступ        | Завершив виступ        | Завершив виступ           | Завершив виступ    | Завершив виступ    | Завершив виступ          | 12         |
| Юрісанді Ернандес | до 75 кг  | Bye                     | Байсек (USA) L 0–3 PO  | Завершив виступ        | Завершив виступ           | Завершив виступ    | Завершив виступ    | Завершив виступ          | 17         |
| Ясмані Луго       | до 98 кг  | Bye                     | Xiao D (CHN) W 3–0 PO  | Резаеї (IRI) W 3–0 PO  | Шон (SWE) W 3–0 PO        | Bye                | Bye                | Алексанян (ARM) L 0–3 PO | 2          |
| Міхайн Лопес      | до 130 кг | Bye                     | Набі (EST) W 3–0 PO    | Еурен (SWE) W 3–0 PO   | Семенов (RUS) W 3–0 PO    | Bye                | Bye                | Каяалп (TUR) W 3–0 PO    | 1          |